# EsTerra
EsTerraはメディアフュージョンが開発したネイティブXMLデータベースである。

Yggdrasillの後継であり、メディアフュージョン社ではNeoCore、Shunsaku、TX1とともに第二世代XMLデータベースと言っている。Windows、Linux、Solaris、AIX5L上で動作する。

## 特徴
- テラバイト級のデータを格納できるとメディアフュージョン社はコマーシャルしている。
- 関連文書検索機能:複数の文書から特徴が類似する文書を検索できる。

## 歴史
- 2003年4月 - EsTerraをリリース
- 2004年5月 - EsTerra2004をリリース
- 2004年11月 - EsTerra2004 SP1をリリース
- 2005年3月 - EsTerra2005 をリリース